# Lorimar Film Entertainment
Lorimar Film Entertainment foi uma produtora americana que mais tarde virou uma subsidiária da Warner Bros., foi inaugurada em 1969 e teve suas ativadas encerradas em 1993. Foi fundada por Irwin Molasky, Merv Adelson, e Lee Rich. O nome da empresa é uma junção da ex-mulher de um dos fundadores Merv Adelson, Lori, e do Aeroporto Palomar (hoje Aeroporto McClellan-Palomar) em San Diego, Califórnia.

## Lorimar Television
No final dos anos 1960, depois de conseguir um empréstimo bancário de $185 mil dólares a Lorimar Productions foi fundada. Antes de Lorimar, Lee Rich tinha uma reputação estabelecida; primeiro como executivo publicitário na Benton & Bowles, depois como produtor de televisão, co-produtor de séries de sucesso da época.
A Lorimar inicialmente produziu filmes feitos para a televisão para o canal ABC. O filme Regresso a casa: Uma história de Natal, que foi ao ar em 1971, foi um sucesso de audiência, e serviu como piloto para o primeiro grande sucesso da Lorimar, The Waltons, que estreou em 1972.  Ao longo da década de 1970, Lorimar produziu vários programas de sucesso, o mais popular foi de longe a série Dallas.
Em 1980, Lorimar comprou a falida Allied Artists Pictures Corporation, a fim de ressuscitar a empresa da falência. Em 1985, a Lorimar anunciou sua intenção de comprar uma participação de 15% na empresa Warner Communications. Na temporada de 1984-1985, três dos 10 maiores seriados dos Estados Unidos eram produzidos pela Lorimar; Dallas, Knots Landing e Falcon Crest. Na década de 1980, a produção da Lorimar foi direcionada a seriados familiares; entre estes estavam os sucessos The Hogan Family, Primo Cruzado, Family Matters, ALF e Três é Demais, além da animação infantil ThunderCats e a série adolescente Step by Step.
Em 1986, Lorimar, em uma tentativa de se expandir para a sindicação de primeira geração, fundiu-se com a empresa de distribuição de televisão Telepictures, tornando-se Lorimar-Telepictures; mais tarde naquele ano, eles compraram o lote da Metro-Goldwyn-Mayer em Culver City de Ted Turner. Naquele mesmo ano, Rich deixou a empresa. Em janeiro de 1989, a Lorimar estava com problemas financeiros e teve parte das ações compradas pela Warner Communications, que estava se fundindo em março daquele ano com a Time Inc. para formar a Time Warner, que atualmente é uma das maiores empresas de mídia do mundo. O selo Lorimar foi mantido e a distribuição de todas as produções da empresa, passou a ser da Warner Bros. Television Distribution. O antigo lote de estúdio da MGM foi vendido à Sony Pictures para abrigar a Columbia Pictures e a TriStar Pictures.
Lorimar continuou como uma produtora até julho de 1993, quando foi comprada de vez pela Warner Bros. Television, antes de declarar falência. A última série a estrear sob o nome de Lorimar foi a Time Trax, como parte do bloco de programação Prime Time Entertainment Network. Les Moonves, que mais tarde se tornaria o Presidente e CEO da CBS Corporation, foi o presidente e CEO da Lorimar Television de 1990 a 1993. Moonves então se tornou o presidente da Warner Bros. Television após a fusão com a Lorimar.

## Lorimar Motion Pictures
Esporadicamente a Lorimar produzira filmes para os cinemas, a maioria dos quais foram originalmente distribuídos por outros estúdios. A entrada de Lorimar no mundo dos longas-metragens foi predominantemente sancionada por Adelson; Rich era veementemente contra isso. Este ativo foi um dos muitos fatores que levaram à saída de Rich do estúdio em 1986.
Em 1985, eles tinham uma unidade de produção de filmes conhecida como Lorimar Motion Pictures (ou, às vezes, como Lorimar Pictures). Em janeiro de 1987, a unidade cinematográfica foi renomeada como Lorimar Film Entertainment para coincidir com sua recém-formada unidade de distribuição interna.Em 1988, Lorimar fez um acordo de distribuição com a Warner Bros. e continuo a produzir filme para o cinema até 1990. Atualmente, a maior parte do catálogo de filmes da Lorimar pertence a Warner Bros. Pictures.

## Lorimar Home Vídeo
Em 1984, a Lorimar comprou a Karl Video Corporation (KVC), também conhecida como Karl Home Video, que recebeu o nome de seu fundador, Stuart Karl (1953-1991). A KVC, que era mais conhecida por produzir os vídeos de treino de Jane Fonda, foi renomeada para Karl-Lorimar Home Video após a aquisição. As relações entre Lorimar e Karl se deterioraram, o que forçou Karl a renunciar em março de 1987. Karl-Lorimar continuou a existir sob o nome de Lorimar Home Video até que se encerrou em 1989, sendo substituída pelo selo Warner Home Video.

## Lorimar Records
Em 1979, foi fundada a Lorimar Records, para a produção de trilhas sonoras e coletâneas, cujo primeiro lançamento foi a trilha sonora do filme The Fish That Saved Pittsburgh. Sua principal distribuidora era a Columbia Records, mas também teve alguns lançamentos realizado pela Motown Records. O lançamento final da Lorimar Records foi a trilha sonora de Action Jackson (1988), que nesse caso foi distribuída pela Atlantic Records.

## Filmografia

### Principais Produções para a Televisão
- The Waltons (1972–1981)
- Sybil (Telefilme, 1976)
- Helter Skelter (Minissérie, 1976)
- Eight Is Enough (1977–1981)
- Dallas (1978–1991)
- Knots Landing (1979–1993)
- Falcon Crest (1981–1990)
- Hunter (1984–1991)
- Christopher Columbus (Minissérie, 1984)
- ThunderCats (1985–1989)
- SilverHawks (1986)
- ALF (1986–1990)
- The Hogan Family (1986–1991)
- Perfect Strangers (1986–1993)
- Três é Demais (1987–1993)
- Midnight Caller (1988–1991)
- Freddy's Nightmares (1988–1990)
- Family Matters (1989–1993)
- Stephen King's It (Minissérie, 1990)
- Doublecrossed (1991; co-produção com a HBO)
- Step by Step (1991–1993)
- Bill & Ted's Excellent Adventures (1992)
- To Grandmother's House We Go (Telefilme, 1992)
- Hangin' with Mr. Cooper (1992–1993)
- Time Trax (1993)